# 致父亲的信

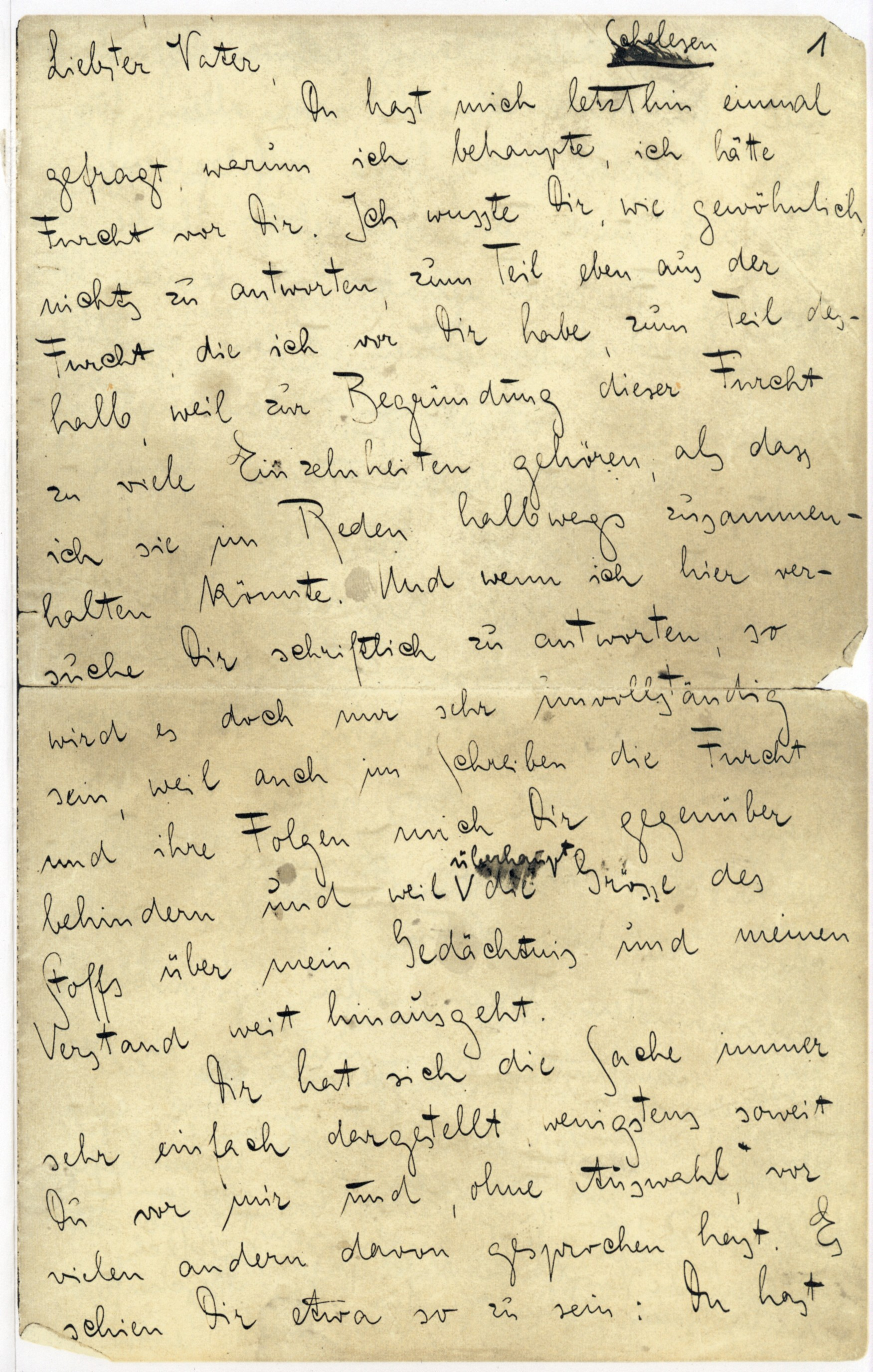
卡夫卡手稿的第一页

致父亲的信（德語：Brief an den Vater）是德语作家法兰茲·卡夫卡在1919年11月写给其父亲，赫尔曼·卡夫卡的信。
该信于1952年卡夫卡死后首次发布在文学杂志The Neue Rundschau上
，被认为是用于理解卡夫卡作品的关键文本之一，且是卡夫卡一生中唯一完成的自传性文本。
据卡夫卡的好友马克斯·布罗德所说，卡夫卡将信交给了他的母亲，並想让她转交给他的父亲（但她並没有这样做）。这封信原件长达45页，由卡夫卡用打字机写出並手写修改，额外有两页半是完全手写的。然而，另有一版本长达103页的手稿是完全手写的，而该版本的笔迹也被辨认为是卡夫卡的。

## 內容
在信中，卡夫卡针对其童年成长、工作业务、犹太信仰、卡夫卡的写作、家庭、婚姻等主题都作出了探讨。
与卡夫卡的大部分作品一样，卡夫卡在《致父亲的信》对于法律和秩序的观点提供了独特的理解角度。信中反复出现了「審判」、「判決」或「有罪」等法律朮语。卡夫卡将他的父亲比喻为家中的统治者以及法官。